# Sclerobelemnon koellikeri
Sclerobelemnon koellikeri är en korallart som beskrevs av Thomson och Henderson 1906. Sclerobelemnon koellikeri ingår i släktet Sclerobelemnon och familjen Kophobelemnidae.
Artens utbredningsområde är Indiska oceanen. Inga underarter finns listade i Catalogue of Life.